# Новые парламентские выборы в Азербайджане (1998)
Новые парламентские выборы в Азербайджане — состоялись в июле 1998 г. в Азербайджанской Республике для заполнения вакантных мест.
Независимый депутат Гариб Мамедов, избранный по 9-му Хатаинскому избирательному округу первого созыва Милли Меджлиса Азербайджанской Республики, сформированного после Парламентских выборов 1995 года и перевыборов, был назначен Президентом Азербайджана Гейдаром Алиевым на должность председателя Государственного земельного комитета Азербайджана. Кроме того, Полад Бюльбюль оглы, независимый депутат, избранный от избирательного округа № 45 Шуша-Джебраил-Ходжавенд, был назначен министром культуры Президентом Азербайджанской Республики Абульфазом Эльчибеем 12 мая 1993 года и продолжил работу на этой должности во время работы нового правительства. Оба депутата остались на своих должностях и были лишены мандатов из-за квоты в 15% от числа депутатов, имеющих право на избрание в первый созыв.

## Кандидаты
Выборы были назначены на 26 июля 1998 года для замещения вакансий, образовавшихся в связи с мандатами действующих депутатов, в соответствии с Указом Президента Азербайджанской Республики Гейдара Алиева № 702 от 30 апреля 1998 года.
Правящая партия «Новый Азербайджан» выдвинула кандидатуру профессора Гасана Мирзаева по первому Хатаинскому избирательному округу № 9.
Аббасгулу Фарзалиев, бывший глава исполнительной власти Джебраильского района, баллотировался в качестве независимого кандидата по Шушинско-Джебраильско-Ходжавендскому избирательному округу № 46.

## Результаты выборов
Распределение мандатов по политическим партиям
 Партия Новый Азербайджан (50 %) Беспартийный (50 %)
Результаты выборов были утверждены Центральной избирательной комиссией 3 августа 1998 года протоколом № 84 и направлены в Конституционный суд Азербайджанской Республики. Конституционный Суд рассмотрел и утвердил протокол 10 августа 1998 года. Согласно результатам, Гасан Мирзоев, член партии «Новый Азербайджан», был избран депутатом по 9-му Первому Хатаинскому избирательному округу, а Аббасгулу Фарзалиев, независимый кандидат, был избран депутатом по 45-му Шуша-Джебраил-Ходжавендскому избирательному округу.

### Общее состояние
|                          | 1-й Хатаинский № 9 | Шуша-Джабраил-Ходжавендский №45 | Всего  |
| Количество избирателей   | 47 820             | 46 352                          | 94 172 |
| Общее количество голосов | 30 772             | 41 265                          | 72 037 |
| Активность избирателей   | 64%                | 89%                             | 76.5%  |
| Количество депутатов     | 1                  | 1                               | 2      |

### По округам

#### Первый Хатаинский №9
| Партия                   | Кандидат      | Голоса | Процент (%) |
| ------------------------ | ------------- | ------ | ----------- |
| Партия Новый Азербайджан | Гасан Мирзаев | 21 425 | 51.92       |
|                          |               |        |             |
| Всего голосов            | Всего голосов | 41 265 | 100.00      |

#### №45 Шуша-Джебраил-Ходжавендский
| Партия        | Кандидат            | Голоса | Процент (%) |
| ------------- | ------------------- | ------ | ----------- |
| Беспартийный  | Аббаскулу Фарзалиев | 25 339 | 82.34       |
|               |                     |        |             |
| Всего голосов | Всего голосов       | 30 772 | 100.00      |